# Liste der NACAC-Meister in der Leichtathletik/Medaillengewinnerinnen
Die Liste der NACAC-Meister in der Leichtathletik führt sämtliche Medaillengewinnerinnen bei Leichtathletik-Meisterschaften der North American, Central American and Caribbean Athletic Association (NACAC) seit 2007 auf. Sie ist gegliedert nach Wettbewerben, die aktuell zum Wettkampfprogramm gehören und nach nicht mehr ausgetragenen Wettbewerben.

## Aktuelle Wettbewerbe

### 100 m
| NACAC-Meisterschaften | NACAC-Meisterschaften | Gold             | Silber              | Bronze            |
| --------------------- | --------------------- | ---------------- | ------------------- | ----------------- |
| 2007                  | San Salvador          | Mechelle Lewis   | Alexis Weatherspoon | Carol Rodríguez   |
| 2015                  | San José              | Barbara Pierre   | ChaRonda Williams   | Michelle-Lee Ahye |
| 2018                  | Toronto               | Jenna Prandini   | Jonielle Smith      | Crystal Emmanuel  |
| 2022                  | Freeport              | Shericka Jackson | Celera Barnes       | Natasha Morrison  |
| 2025                  | Freeport              | Jonielle Smith   | Liranyi Alonso      | Anthaya Charlton  |

### 200 m
| NACAC-Meisterschaften | NACAC-Meisterschaften | Gold                | Silber           | Bronze             |
| --------------------- | --------------------- | ------------------- | ---------------- | ------------------ |
| 2007                  | San Salvador          | Virgil Hodge        | Shareese Woods   | Latonia Wilson     |
| 2015                  | San José              | Kyra Jefferson      | Semoy Hackett    | Dezerea Bryant     |
| 2018                  | Toronto               | Shericka Jackson    | Crystal Emmanuel | Phyllis Francis    |
| 2022                  | Freeport              | Brittany Brown      | Tynia Gaither    | A’Keyla Mitchell   |
| 2025                  | Freeport              | Anthonique Strachan | Miriam Sánchez   | Gabrielle Matthews |

### 400 m
| NACAC-Meisterschaften | NACAC-Meisterschaften | Gold                    | Silber           | Bronze                  |
| --------------------- | --------------------- | ----------------------- | ---------------- | ----------------------- |
| 2007                  | San Salvador          | Debbie Dunn             | Clora Williams   | Kineke Alexander        |
| 2015                  | San José              | Courtney Okolo          | Kala Funderburk  | Bobby-Gaye Wilkins      |
| 2018                  | Toronto               | Stephenie Ann McPherson | Aiyanna Stiverne | Brionna Thomas          |
| 2022                  | Freeport              | Shaunae Miller-Uibo     | Sada Williams    | Stephenie Ann McPherson |
| 2025                  | Freeport              | Nickisha Pryce          | Wadeline Venlogh | Lynna Irby-Jackson      |

### 800 m
| NACAC-Meisterschaften | NACAC-Meisterschaften | Gold                 | Silber            | Bronze             |
| --------------------- | --------------------- | -------------------- | ----------------- | ------------------ |
| 2007                  | San Salvador          | Mary Jayne Harrelson | Lizaira Del Valle | Sheena Gooding     |
| 2015                  | San José              | Chanelle Price       | Gabriela Medina   | Kimarra McDonald   |
| 2018                  | Toronto               | Ajeé Wilson          | Natoya Goule      | Rose Mary Almanza  |
| 2022                  | Freeport              | Ajeé Wilson          | Allie Wilson      | Adelle Tracey      |
| 2025                  | Freeport              | Nia Akins            | Shafiqua Maloney  | Kelly-Ann Beckford |

### 1500 m
| NACAC-Meisterschaften | NACAC-Meisterschaften | Gold                 | Silber          | Bronze                     |
| --------------------- | --------------------- | -------------------- | --------------- | -------------------------- |
| 2007                  | San Salvador          | Mary Jayne Harrelson | Yamilé Alaluf   | Sonny García               |
| 2015                  | San José              | Rachel Schneider     | Shelby Houlihan | Cristina Guadalupe Guevara |
| 2018                  | Toronto               | Kate Grace           | Shannon Osika   | Gabriela Stafford          |
| 2022                  | Freeport              | Heather MacLean      | Adelle Tracey   | Helen Schlachtenhaufen     |
| 2025                  | Freeport              | Emily Mackay         | Danielle Jones  | Lucia Stafford             |

### 5000 m
| NACAC-Meisterschaften | NACAC-Meisterschaften | Gold             | Silber                  | Bronze           |
| --------------------- | --------------------- | ---------------- | ----------------------- | ---------------- |
| 2007                  | San Salvador          | Whitney McDonald | Marisol Romero          | Elsa Monterosso  |
| 2015                  | San José              | Kellyn Taylor    | Rosa Elizabeth del Toro | Gabriela Trana   |
| 2018                  | Toronto               | Rachel Schneider | Lauren Paquette         | Kate van Buskirk |
| 2022                  | Freeport              | Natosha Rogers   | Fiona O'Keefe           | Rebecca Bassett  |
| 2025                  | Freeport              | Anisleidis Ochoa | Bailey Hertenstein      | Regan Yee        |

### 10.000 m
| NACAC-Meisterschaften | NACAC-Meisterschaften | Gold            | Silber           | Bronze        |
| --------------------- | --------------------- | --------------- | ---------------- | ------------- |
| 2018                  | Toronto               | Marielle Hall   | Rochelle Kanuho  | Rachel Cliff  |
| 2022                  | Freeport              | Stephanie Bruce | Emily Lipari     | Beverly Ramos |
| 2025                  | Freeport              | Taylor Roe      | Anisleidis Ochoa | Beverly Ramos |

### 100 m Hürden
| NACAC-Meisterschaften | NACAC-Meisterschaften | Gold            | Silber            | Bronze           |
| --------------------- | --------------------- | --------------- | ----------------- | ---------------- |
| 2007                  | San Salvador          | Candice Davis   | Tiffany Ofili     | Monique Morgan   |
| 2015                  | San José              | Lolo Jones      | Tenaya Jones      | Kierre Beckles   |
| 2018                  | Toronto               | Kendra Harrison | Danielle Williams | Andrea Vargas    |
| 2022                  | Freeport              | Alaysha Johnson | Megan Tapper      | Devynne Charlton |
| 2025                  | Freeport              | Amoi Brown      | Tatiana Aholou    | Aasia Laurencin  |

### 400 m Hürden
| NACAC-Meisterschaften | NACAC-Meisterschaften | Gold             | Silber           | Bronze             |
| --------------------- | --------------------- | ---------------- | ---------------- | ------------------ |
| 2007                  | San Salvador          | Latosha Wallace  | Carlene Robinson | Sherlenia Green    |
| 2015                  | San José              | Tiffany Williams | Sparkle McKnight | Zurian Hechavarría |
| 2018                  | Toronto               | Shamier Little   | Janieve Russell  | Georganne Moline   |
| 2022                  | Freeport              | Shiann Salmon    | Janieve Russell  | Cassandra Tate     |
| 2025                  | Freeport              | Tia-Adana Belle  | Sanique Walker   | Yara Amador        |

### 3000 m Hindernis
| NACAC-Meisterschaften | NACAC-Meisterschaften | Gold               | Silber                | Bronze               |
| --------------------- | --------------------- | ------------------ | --------------------- | -------------------- |
| 2007                  | San Salvador          | Kristin Anderson   | Sandra López          | Gabriela Trana       |
| 2015                  | San José              | Ashley Higginson   | Shalaya Kipp          | Ana Cristina Narváez |
| 2018                  | Toronto               | Mel Lawrence       | Emily Oren            | Megan Rolland        |
| 2022                  | Freeport              | Gabrielle Jennings | Katie Rainsberger     | Regan Yee            |
| 2025                  | Freeport              | Kristlin Gear      | Grace Fetherstonhaugh | Alondra Negrón       |

### 4 × 100 m Staffel
| NACAC-Meisterschaften | NACAC-Meisterschaften | Gold                                                                              | Silber                                                                               | Bronze                                                                           |
| --------------------- | --------------------- | --------------------------------------------------------------------------------- | ------------------------------------------------------------------------------------ | -------------------------------------------------------------------------------- |
| 2007                  | San Salvador          | Jamaika Nadine Palmer Rosemarie Whyte Anneisha McLaughlin Peta-Gaye Dowdie        | Vereinigte Staaten Shameka Marshall Alexis Weatherspoon Candice Davis Mechelle Lewis | Trinidad und Tobago Ayanna Hutchinson Sasha Springer Nandelle Cameron Fana Ashby |
| 2015                  | San José              | Vereinigte Staaten Barbara Pierre LaKeisha Lawson Dezerea Bryant Kyra Jefferson   | Puerto Rico Beatriz Cruz Celiangeli Morales Genoiska Cancel Carol Rodríguez          | Trinidad und Tobago Kamaria Durant Reyare Thomas Lisa Wickham Peli Alzola        |
| 2018                  | Toronto               | Vereinigte Staaten Kiara Parker Shania Collins Dezerea Bryant Jenna Prandini      | Jamaika Shelly-Ann Fraser-Pryce Jura Levy Jonielle Smith Shericka Jackson            | Kanada Shaina Harrison Crystal Emmanuel Phylicia George Jellisa Westney          |
| 2022                  | Freeport              | Vereinigte Staaten Javianne Oliver Teahna Daniels Morolake Akinosun Celera Barnes | Bahamas Printassia Johnson Anthonique Strachan Devynne Charlton Tynia Gaither        | Jamaika Natalliah Whyte Natasha Morrison Briana Williams Megan Tapper            |

### 4 × 400 m Staffel
| NACAC-Meisterschaften | NACAC-Meisterschaften | Gold                                                                                   | Silber                                                                       | Bronze                                                                            |
| --------------------- | --------------------- | -------------------------------------------------------------------------------------- | ---------------------------------------------------------------------------- | --------------------------------------------------------------------------------- |
| 2007                  | San Salvador          | Vereinigte Staaten Latosha Wallace Shareese Woods Latonia Wilson Debbie Dunn           | Jamaika Ronetta Smith Carlene Robinson Rosemarie Whyte Clora Williams        | El Salvador Verónica Quijano Josselin Escobar Natalia Santamaria Jessica Bautista |
| 2015                  | San José              | Vereinigte Staaten Kala Funderburk ChaRonda Williams Tiffany Williams Courtney Okolo   | Jamaika Sonikqua Walker Verone Chambers Jonique Day Bobby-Gaye Wilkins       | Bahamas Lanece Clarke Christine Amertil Katrina Seymour Adanaca Brown             |
| 2018                  | Toronto               | Vereinigte Staaten Briana Guillory Jasmine Blocker Kiana Horton Courtney Okolo         | Jamaika Stephenie Ann McPherson Tiffany James Anastasia Le-Roy Christine Day | Kanada Micha Powell Aiyanna Stiverne Travia Jones Alicia Brown                    |
| 2022                  | Freeport              | Vereinigte Staaten Kaylin Whitney Kyra Jefferson A’Keyla Mitchell Jaide Stepter Baynes | Jamaika Andrenette Knight Junelle Bromfield Shiann Salmon Janieve Russell    |                                                                                   |

### 20.000 m Gehen
| NACAC-Meisterschaften | NACAC-Meisterschaften | Gold                | Silber        | Bronze              |
| --------------------- | --------------------- | ------------------- | ------------- | ------------------- |
| 2018                  | Toronto               | Maria Michta-Coffey | Mirna Ortíz   | Katie Burnett       |
| 2022                  | Freeport              | Mirna Ortíz         | Robyn Stevens | Maria Michta-Coffey |
| 2025                  | Freeport              | Rachelle De Orbeta  | Mirna Ortíz   | Katie Burnett       |

### Hochsprung
| NACAC-Meisterschaften | NACAC-Meisterschaften | Gold              | Silber              | Bronze                 |
| --------------------- | --------------------- | ----------------- | ------------------- | ---------------------- |
| 2007                  | San Salvador          | Levern Spencer    | Romary Rifka        | Juana Rosario Arrendel |
| 2015                  | San José              | Levern Spencer    | Priscilla Frederick | Deandra Daniel         |
| 2018                  | Toronto               | Levern Spencer    | Elizabeth Patterson | Loretta Blaut          |
| 2022                  | Freeport              | Vashti Cunningham | Rachel Glenn        | Ximena Esquivel        |
| 2025                  | Freeport              | Sanaa Barnes      | Vashti Cunningham   | Dacsy Brisón           |

### Stabhochsprung
| NACAC-Meisterschaften | NACAC-Meisterschaften | Gold           | Silber         | Bronze         |
| --------------------- | --------------------- | -------------- | -------------- | -------------- |
| 2007                  | San Salvador          | Becky Holliday | Cecilia Villar | Glayds Quijada |
| 2015                  | San José              | Kristen Hixson | Kelsie Ahbe    | Katie Nageotte |
| 2018                  | Toronto               | Katie Nageotte | Yarisley Silva | Sandi Morris   |
| 2022                  | Freeport              | Alina McDonald | Emily Grove    | Rachel Hyink   |

### Weitsprung
| NACAC-Meisterschaften | NACAC-Meisterschaften | Gold               | Silber            | Bronze             |
| --------------------- | --------------------- | ------------------ | ----------------- | ------------------ |
| 2007                  | San Salvador          | Shameka Marshall   | Nolle Graham      | Tanika Liburd      |
| 2015                  | San José              | Quanesha Burks     | Chantel Malone    | Sha'Keela Saunders |
| 2018                  | Toronto               | Sha'Keela Saunders | Quanesha Burks    | Tissanna Hickling  |
| 2022                  | Freeport              | Quanesha Burks     | Christabel Nettey | Chanice Porter     |
| 2025                  | Freeport              | Alyssa Jones       | Alysbeth Félix    | Tyra Gittens       |

### Dreisprung
| NACAC-Meisterschaften | NACAC-Meisterschaften | Gold              | Silber         | Bronze             |
| --------------------- | --------------------- | ----------------- | -------------- | ------------------ |
| 2007                  | San Salvador          | Ayanna Alexander  | Tiombe Hurd    | Amy Seward         |
| 2015                  | San José              | Shanieka Thomas   | Ana José Tima  | Lynnika Pitts      |
| 2018                  | Toronto               | Shanieka Ricketts | Tori Franklin  | Thea LaFond        |
| 2022                  | Freeport              | Thea LaFond       | Keturah Orji   | Davisleydi Velazco |
| 2025                  | Freeport              | Shanieka Ricketts | Euphenie Andre | Agur Dwol          |

### Kugelstoßen
| NACAC-Meisterschaften | NACAC-Meisterschaften | Gold                      | Silber          | Bronze             |
| --------------------- | --------------------- | ------------------------- | --------------- | ------------------ |
| 2007                  | San Salvador          | Cleopatra Borel-Brown     | Annie Alexander | Shernelle Nicholls |
| 2015                  | San José              | Jillian Camarena-Williams | Jeneva Stevens  | Yaniuvis López     |
| 2018                  | Toronto               | Magdalyn Ewen             | Cleopatra Borel | Jessica Ramsey     |
| 2022                  | Freeport              | Sarah Mitton              | Jessica Woodard | Jessica Ramsey     |
| 2025                  | Freeport              | Sarah Mitton              | Jessica Ramsey  | Jessica Woodard    |

### Diskuswurf
| NACAC-Meisterschaften | NACAC-Meisterschaften | Gold              | Silber           | Bronze                 |
| --------------------- | --------------------- | ----------------- | ---------------- | ---------------------- |
| 2007                  | San Salvador          | Stephanie Trafton | Annie Alexander  | Shernelle Nicholls     |
| 2015                  | San José              | Summer Pierson    | Jaleesa Williams | Alma Ondina Guitiérrez |
| 2018                  | Toronto               | Yaimé Pérez       | Valarie Allman   | Magdalyn Ewen          |
| 2022                  | Freeport              | Laulauga Tausaga  | Denia Caballero  | Rachel Dincoff         |
| 2025                  | Freeport              | Samantha Hall     | Gabi Jacobs      | Julia Tunks            |

### Hammerwurf
| NACAC-Meisterschaften | NACAC-Meisterschaften | Gold               | Silber          | Bronze          |
| --------------------- | --------------------- | ------------------ | --------------- | --------------- |
| 2007                  | San Salvador          | Jessica Cosby      | Candice Scott   | Jessica Ponce   |
| 2015                  | San José              | Amber Campbell     | DeAnna Price    | Yirisleydi Ford |
| 2018                  | Toronto               | DeAnna Price       | Jillian Weir    | Brooke Andersen |
| 2022                  | Freeport              | Janee' Kassanavoid | Brooke Andersen | Jillian Weir    |
| 2025                  | Freeport              | Janee' Kassanavoid | Nayoka Clunis   | Jillian Weir    |

### Speerwurf
| NACAC-Meisterschaften | NACAC-Meisterschaften | Gold          | Silber           | Bronze          |
| --------------------- | --------------------- | ------------- | ---------------- | --------------- |
| 2007                  | San Salvador          | Ana Gutiérrez | Anna Raynor      | Erma-Gene Evans |
| 2015                  | San José              | Kara Winger   | Yulenmis Aguilar | Hannah Carson   |
| 2018                  | Toronto               | Ariana Ince   | Bethany Drake    | Coralys Ortiz   |
| 2022                  | Freeport              | Kara Winger   | Ariana Ince      | Rhema Otabor    |
| 2025                  | Freeport              | Evelyn Bliss  | Madison Wiltrout | Rhema Otabor    |

## Nicht mehr ausgetragene Wettbewerbe

### 10.000 m Bahngehen
Dieser Bewerb wurde 2007 ausgetragen und ab 2018 durch den 20.000-Meter-Bewerb ersetzt.
| NACAC-Meisterschaften | NACAC-Meisterschaften | Gold           | Silber             | Bronze       |
| --------------------- | --------------------- | -------------- | ------------------ | ------------ |
| 2007                  | San Salvador          | Cristina López | Verónica Colindres | Evelyn Núñez |

### Siebenkampf
Diese Disziplin wurde nur 2007 durchgeführt.
| NACAC-Meisterschaften | NACAC-Meisterschaften | Gold              | Silber         | Bronze       |
| --------------------- | --------------------- | ----------------- | -------------- | ------------ |
| 2007                  | San Salvador          | Gabriela Carrillo | Mariana Abuela | Natoya Baird |